# Le Vigan (Lot)
Le Vigan é uma comuna francesa na região administrativa de Occitânia, no departamento de Lot. Estende-se por uma área de 34,4 km². Em 2010 a comuna tinha 1 642 habitantes (densidade: 47,7 hab./km²).